# ФАМАС
ФАМАС (фр. Fusil d'Assaut de la Manufacture d'Armes de Saint-Étienne) је француска јуришна пушка која је конструисана и производи се у МАС лоцираној у Сент Етјену, која је сада у власништву државне компаније Некстер.

## Историја развоја
Још пре Другог светског рата, у Француској се, уместо старог и неквалитетног метка од 8ммР, појавила домицилна муниција калибра 7,5×54mm. Око овог метка развијена је вероватно последња конструкција репетирке 20. века, француски МАС М.1936 а после рата и полуаутоматско оружје МАС.49. 
Прихватајући наметнуто решење Американаца о званичном НАТО метку 5,56×45mm, Французи развијају и 1971. и презентују сопствено оружје ФА МАС који се, у суштини, заснивао на концепцији француског пушкомитраљеза АА52. Пушка је имала тромблонски додатак ради лансирање мина 20 mm, масе 500 г, па је на крају пушке морао да буде додат гумени компензатор (и поред тога, пушка се приликом испаљивања мине кундаком ослањала о тле). 
Војска незадовољна оваквим решењима, наставља рад на развоју новог модела пушке и 1979. је стартовала серијска производња пушке ФА МАС Ф-1. Оружје је првенствено намењено падобранским јединицама, али је одлучено да се до 1990. године њиме преоружа комплетна француска армија. Прва верзија ФА МАС Г-1 дејствовала је на принципу слободног затварача са одложеним трзајем. Наиме, механизам се састојао од носача затварача, тела затварача и система полуга. На носачу су се налазиле две полуге-ручице које су, кад је затварач у предњем положају, у чврстој вези са челичним шипом, попречно провученим кроз сандук. Међутим, носач је привремено блокирала сила трења између ручица и попречног шипа. Услед пораста притиска, шип се обртао око свог стожера, његов горњи део се покретао и тиме омогућавао почетни импулс носачу назад. Различите дужине ручица одлагале су даље кретање носача, све док се не би заокренуле за 45 степени. Тек у том тренутку носач је губио контакт са попречним шипом и, заједно са затварачем, започињао слободни ход уназад. Да би се спречило оштро избацивање чаура, на комори су били изглодани лонгитудинални жлебови по којима је празна чаура буквално „пловила“ на таласу барутних гасова. Сем тога, у кундаку је био уграђен тзв. „буфер“ склоп, односно гумени компензатор трзаја. Ма колико у првом тренутку ово решење деловало добро, у експлоатацији је склоп затварача исказао низ недостатака (застоја). То је изазвало повлачење великог броја пушака из употребе и усавршавање старог модела у нови, ФА МАС Г-2, који се коначно показао задовољавајућим.

## ФА МАС Г-2
ФА МАС Г-2 је оружје футуристичког изгледа. Прилагођена је стандардном НАТО оквиру који користе и М-16А2, Х&К Х-41 и Л85А1, а уместо тромблонског додатка, има могућност монтаже подвесног бацача бомби и ножа. Булпап конфигурација је омогућила да се, на релативно кратком оружју (757 mm), угради цев дужине 488 mm, а постоји и скраћена „командо“ варијанта са цеви дугом 405 mm. Оружје, дуж целог сандука има ручицу за ношење, која уједно служи и за монтажу различитих типова нишанских уређаја. Опремљен је склапајућим биподом, који је неопходан нарочито приликом дејства дугим рафалима: наиме, пушку тешку 3,61 kg тешко је контролисати при каденци од 900-1000 метака/мин. Додуше, ФА МАС може да дејствоје и јединачно и кратким рафалима од три метка. Једна од ретким мана овог оружја је одвојеност полуге за избор аутоматске и јединачне ватре. Ручица за запињање налази се са горње стране сандука.
У комбинацији са брзом монтажом поклопца сандука са отвором за избацивање чаура на левој или десној страни, ФА МАС је оружје намењено и леворуким стрелцима. Са друге стране, сам положај отвора је на незгодном месту (без обзира са које стране), јер отежава дејство са кука или из седећег положаја. Почетна брзина зрна је око 960 m/s, а ефикасан домет 330 метара. Пластични, ергономски одлично решен рукохват смештен је испред уводника оквира, а лимени браник обарача може да се заокрене и тако омогући дејство у дебелим рукавицама. Полуга утврђивача оквира је од пластике и ослобађа оквир притиском уназад.

## Употреба
Французи су, захваљујући Легији странаца, имали могућност да је испитају у тропским, пустињским, арктичким и умерено-континенталним условима (Гијана, Арабијско полуострво, Африка, Босна, Космет итд). Пушка је беспрекорно функционисала на температурама од -40 до +44 °C.